# Nyctimene
Nyctimene és un gènere de ratpenats de la família dels pteropòdids.

## Llista d'espècies
- Nyctimene aello
- Nyctimene albiventer
- Nyctimene celaeno
- Nyctimene cephalotes
- Nyctimene certans
- Nyctimene cyclotis
- Nyctimene draconilla
- Nyctimene keasti
- Nyctimene major
- Nyctimene malaitensis
- Nyctimene masalai
- Nyctimene minutus
- Nyctimene rabori
- Nyctimene robinsoni
- Nyctimene sanctacrucis
- Nyctimene vizcaccia
- Nyctimene wrightae